# La sposa bella (film)
La sposa bella (The Angel Wore Red) è un film del 1960 diretto da Nunnally Johnson, tratto da un romanzo di Bruce Marshall.

## Trama
Nel 1936, durante la guerra civile spagnola, un corrispondente di guerra statunitense scrive del conflitto dal territorio controllato dai repubblicani che combattono contro Francisco Franco. I repubblicani, contrari al potere clericale, distruggono le chiese e arrestano i preti, mentre un giovane sacerdote tenta di non farsi riconoscere frequentando una bella prostituta al cui fascino non resterà insensibile. Intanto, il generale repubblicano Clave rivela al capitano Botargus la sua frustrazione per l'essere costretto a combattere degli altri spagnoli e per una guerra che si presenta molto difficile per la Repubblica spagnola.

## Produzione
È stato girato in parte a Catania e Acireale.
Durante le riprese, il 7 gennaio 1960, la moglie di Joseph Cotten, Lenore Kipp, è morta di leucemia alla clinica Salvator Mundi di Roma.